# Код Харари
Код Харари в теории графов — наибольшее из двоичных чисел, полученных при обработке матриц смежности.

## Определение
Пусть дан неориентированный граф. Пронумеруем его вершины произвольно и составим матрицу смежности {\displaystyle A}. Поскольку для неориентированного графа она симметрична, достаточно знать её верхний треугольник {\displaystyle A^{\prime }}. Расположим числа из {\displaystyle A^{\prime }} в виде двоичной строки (слева направо и сверху вниз). Меняя нумерацию вершин графа, получим другие двоичные строки, сравнивая эти строки между собой как двоичные числа (то есть по первому биту; при равенстве первых битов — по второму и так далее), наибольшее из найденных двоичных чисел и называется кодом Харари, а соответствующая ему нумерация вершин графа — канонической. Иногда код Харари переводят в десятичное число.
Максимальным код Харари будет в том случае, когда в графе присутствует наибольшее количество возможных связей вида 1-2, 1-3, 1-4, 1-5 …, 2-3, 2-4 … (где цифры — нумерация вершин графа), то есть если индекс {\displaystyle i}-вершины минимален, а количество связей с другими вершинами (имеющими индекс {\displaystyle i+a}, где {\displaystyle a} — натуральное число, причём {\displaystyle a\rightarrow min}) максимально, то и код Харари будет максимален.